# NGC 5842
NGC 5842 (другие обозначения — MCG 4-36-3, ZWG 135.5, PGC 53831) — галактика в созвездии Волопас.
Этот объект входит в число перечисленных в оригинальной редакции «Нового общего каталога».